# Dark Messiah of Might and Magic
Dark Messiah of Might and Magic es un videojuego para PC y Xbox 360, usa el motor Source, bajo el sello de Ubisoft y está programado por Arkane Studios en colaboración con Floodgate Entertainment y Kuju Entertainment que se encargó del apartado multijugador. La versión de Xbox 360 se llamó Dark Messiah of Might and Magic: Elements y fue lanzada poco más de un año más tarde. Añadió nuevos niveles en la campaña de un jugador, un modo multijugador renovado, numerosos arreglos de fallos y ajustes para la experiencia en consola.

## Juego
Dark Messiah, representa un nuevo giro en el mundo del ocio digital, puesto que combina la acción en primera persona, con los conocidos juegos RPGs, aunque según la opinión de muchos, este juego ni siquiera debería de considerarse un juego RPG puesto que las únicas características de este género es el uso de un sistema de niveles y habilidades
Algo digno de mención es el alto grado de optimización que presenta DMOMM, puesto que es capaz de ejecutarse en computadores de gama media alta, brindando una apariencia gráfica de calidad con gran fluidez.
Otra innovación son los escenarios en los que se ha implementado una serie de posibilidades de acción, para usarlas a nuestro favor en los combates, puesto que podemos hacer uso de un pilar o uno que otro barril para acabar con nuestro enemigo sin mayor dificultad, potenciando este hecho la jugabilidad del título. El estimado tiempo de duración del título es de entre 10 a 12 horas.
Como integra elementos de RPG, es posible modificar a nuestro personaje, para incrementar sus habilidades y modificar sus características.
El juego posee cuatro finales diferentes, razón por la cual resulta altamente rejugable.

## Historia
Eres Sareth, el aprendiz de Phenrig, un hechicero poderoso, que te ha entrenado desde tu infancia como un guerrero y taumaturgo que, en vista de ciertos eventos desafortunados, se embarcará en una cruzada para defender Ashán del ejército de Arantir y los no-muertos.
Para ello Sareth debe viajar a la ciudad de Yelmo de Piedra y entregar al mago Menelag un cristal mágico. 
Menelag y Phenrig tienen "intereses comunes" que pasan por encontrar una reliquia llamada el Cráneo de las Sombras.
Sareth es recibido por Leanna, la sobrina y pupila de Menelag, que comienza una rivalidad con Xana, la misteriosa ángel de la guarda que siempre acompaña al protagonista. 
En medio de la noche un necrofago mata a Menelag y le roba el cristal. Sareth le persigue por los tejados de la ciudad hasta la guarida del nigromante Arantir, donde consigue recuperar el cristal. Entonces decide continuar con su misión y viajar hasta el Templo de la Araña, donde según la leyenda reposa el cráneo.
Cuando se aproxime el final de la aventura, el protagonista deberá elegir entre Xana y Leanna.

## Enemigos
En vista de la ambientación mitológica y fantástica con la que se ha dotado a Dark Messiah, los enemigos son constituidos por un sarta de seres mitológicos, bastante nutrida, pero no por eso original. Entre ellos se destacan los típicos Orcos, los Goblins, Guardias Oscuros, No-Muertos y un sinfín de criaturas entre los que destacan los arácnidos venenosos que poseen la habilidad de envenenarte si tienes la mala suerte de quedar a su alcance.

## Multijugador
El juego cuenta además con un modo multijugador en el cual podremos combatir en línea con personas de todo el mundo. En el modo en línea, lucharemos en encarnizadas batallas en las cuales tomaremos el papel de un arquero, un guerrero, un mago, un asesino o una sacerdotisa, teniendo cada una de las clases un rol y habilidades completamente distintas. Los bandos disponibles son humanos y los no-muertos.
Los diferentes modos en línea que podremos jugar son los siguientes:
- Cruzada: Es el modo más popular. En este modo iremos recorriendo varias zonas hasta llegar a la capital enemiga, es decir, el equipo que gane se acercara cada vez más a su objetivo.
- Combate a muerte: Un clásico todos contra todos.
- Combate a muerte por Equipos: El objetivo de este modo es aniquilar a los miembros del equipo contrario.
- Capturar la bandera: Otro clásico
- Coliseo: En este modo , los jugadores se turnaran para protagonizar emocionantes duelos de 1vs1. Mientras tanto el resto de los jugadores verán el combate y podrán apostar, con experiencia , en uno de los combatientes.

## Escenarios multijugador
- Border Keep: En este escenario los jugadores deben luchar por el control de un fuerte en ruinas en la cima de una colina que se encuentra a medio camino entre la fortaleza local de los no-muertos y de los humanos.
- Nelsham´s Scar : Cercano a las tierras de los nigromantes, Nelsham´s Scar (La cicatriz de Nelsham), es un profundo barranco en el cual los jugadores deben luchar atravesando ruinoso puentes de madera y cuevas escarbadas en las paredes del barranco.
- Vadrek´s Crossing : Pueblo costero cercano a Yelmo de Piedra, los humanos deben defender este rústico pueblo de los no-muertos que emergen de un cementerio cercano.
- Nar-Heresh : Capital de los nigromantes, una oscura y tétrica fortaleza subterránea con infinidad de corredores y puertas. En la primera y última parte de la fortaleza hay estructuras que actúan de forma parecida a puentes levadizos, la primera es un corredor que gira sobre la nada y el segundo unas grandes manos esqueléticas que se juntan para facilitar el paso.
- Stonehelm : Capital humana, Stonehelm (Yelmo de Piedra) es una gran ciudad amurallada, lo que hace muy difícil su toma. Para entrar en la ciudad, los no-muertos deben usar una torre de asedio para invadir la muralla y abrir la puerta de la ciudad a sus iguales, mientras que los humanos deben intentar detener el avance de los no-muertos en las muchas trincheras que se encuentran por la ciudad.

## Requerimientos y ficha técnica

### Mínimos
- Sistema: Windows XP
- Procesador: AMD Athlon o Pentium 2.2 GHz
- Memoria: 512 MB RAM
- Tarjeta gráfica: 128 MB (Gamas: NVIDIA GeForce FX/6/7 o ATI Radeon 9/X)**
- Espacio en disco duro: 3 GB
- DirectX 9

Se puede jugar con tarjetas gráficas GeForce3/4 o Radeon 8500/9000/9100/9200/9250 escribiendo el comando -dxlevel 80 o -dxlevel 81 en propiedades (seleccionando el juego en el menú de Steam con botón derecho), para usar DirectX 8.0 u 8.1 por hardware). También puede funcionar con tarjetas gráficas GeForce 256, GeForce2 GTS/Pro/Ti/Ultra/MX/4MX y la Radeon 7000 series usando -dxlevel 70 u 80 o en Riva TNT2/TNT2 Ultra y Radeon VE con -dxlevel 60 , aunque la calidad gráfica es muy mala, en la Riva TNT/TNT2 M64 y la Rage 128 series se puede ejecutar pero es injugable(FPS muy bajos).

### Recomendados
- Sistema: Windows XP
- Procesador: AMD Athlon o Pentium 3 GHz
- Memoria: 2 GB RAM (Para activar la opción de texturas en modo: Muy alto)
- Tarjeta gráfica: 256MB (Gamas: NVIDIA GeForce FX/6/7 o ATI Radeon 9/X)
- Espacio en disco duro: 3 GB
- DirectX 9

La Serie FX 5200 necesita la aplicación de un parche o actualización para la resolución de ciertos fallos en el apartado gráfico y la correcta reproducción de los vídeos durante el juego.